# Bagna Nariva

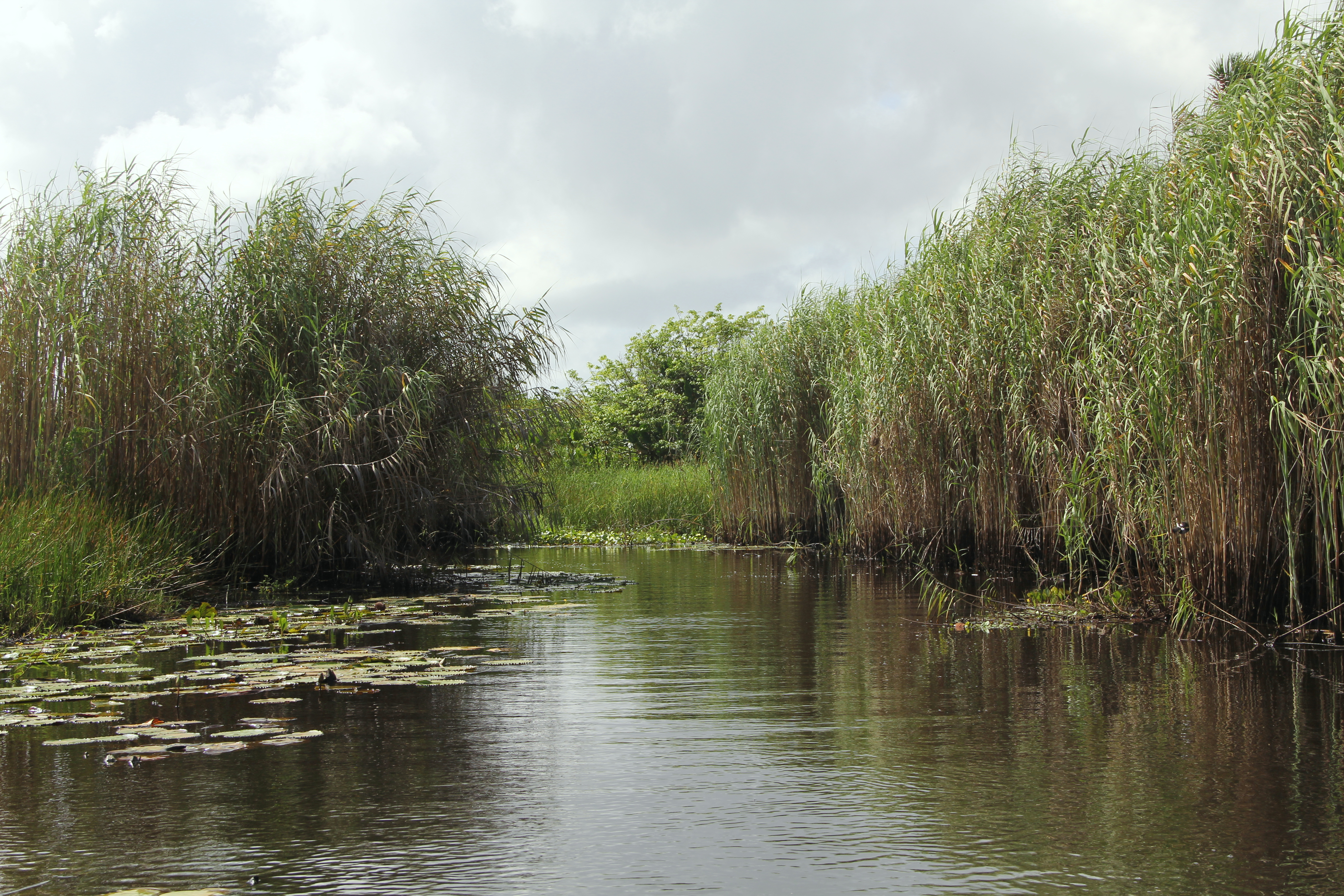
Bagna Nariva

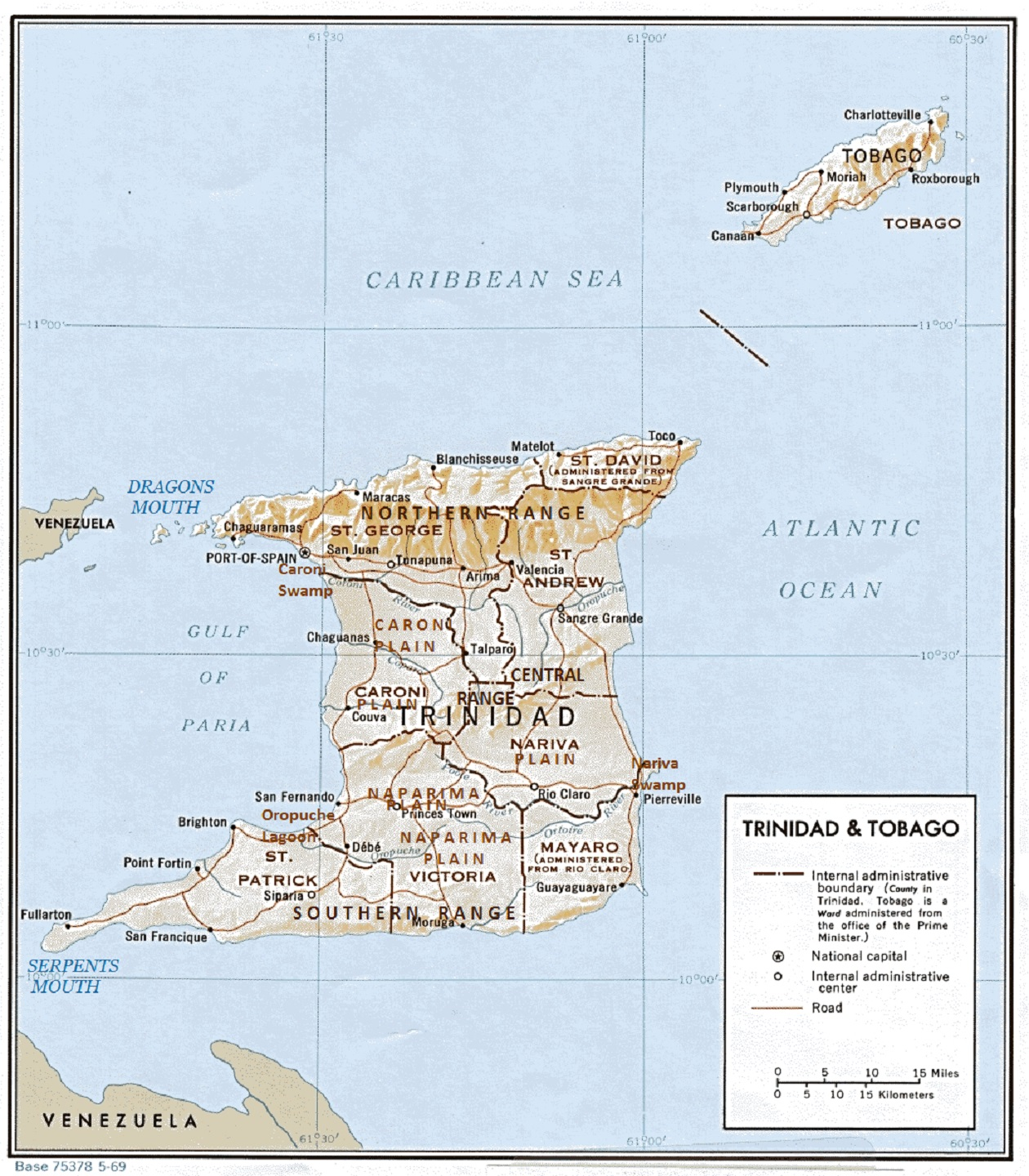
Położenie bagien na mapie wyspy

Bagna Nariva – jeden z największych na Karaibach obszarów bagiennych położony w południowo-wschodniej części wyspy Trynidad, o powierzchni ok. 11 343 ha (113 km²), powiększonej z ok. 6 tys., porośnięty lasem namorzynowym. Powierzchniowo położony jest do 5m poniżej poziomu morza, a najwyższe wzniesienia leżą ok. 40 m n.p.m. Zasilany jest dopływami ośmiu rzek. Żyją na nim różne gatunki ssaków, gadów, ptaków (głównie), owadów i mięczaków, w tym boa dusiciel, kapucynka białoczelna, ara ararauna. Ogłoszony rezerwatem w 1954, w 1993 objęty konwencją ramsarską. Bagna stały się znane dzięki prowadzonym na ich obszarze badaniom nad etiologią wirusów. Na ich terenie ogranicza się możliwości zabudowy, a trzy istniejące wioski liczą od 42 do 91 domostw. Potencjalnymi zagrożeniami dla bagien są m.in.: wypalanie lasów, uprawa ryżu, eksploatacja ropy naftowej i gazu ziemnego. Działania zapobiegające polegają na dokonywaniu nasadzeń sadzonkami Mauritia flexuosa.